# タチアナ・クズネツォワ
タチアナ・クズネツォワ(Tatyana Kuznetsova、1941年7月14日-2018年8月28日)は、ソビエト連邦の宇宙飛行士である。政府の有人宇宙飛行プログラムに選ばれた当時最年少の人物である。

## 人生
クズネツォワは1941年にモスクワで生まれた。1958年に中等教育を終了し、翌年にはタイピングと速記を学んだ。1959年には、モスクワの電波電子産業省で速記者として働き始め、その後別の政府系研究機関で秘書となった。
1958年に趣味としてパラシュートを始め、1961年には国のチャンピオンとなった。1964年には、パラシュートのインストラクターとなった。
1961年12月、史上初の女性宇宙飛行士をソ連人にすることを目的に、政府による女性宇宙飛行士訓練生の選抜が行われた。1962年2月、400人以上の応募者からクズネツォワら5人が選ばれ、ボストークで宇宙飛行を行う1人を目指して訓練が行われた。彼女は弱冠20歳であったが、パラシュートの技能と度胸により、訓練の初期には宇宙を訪れる最初の女性となる有力候補であった。しかし、1962年の夏の終わりまでに身体的、精神的な欠陥により、訓練から外れることになった。
この失敗にもかかわらず、1965年1月に2人の女性を乗せるボスホート5号のため、クズネツォワは再び宇宙飛行士の訓練に呼ばれた。しかし、彼女が宇宙飛行の機会をつかむ前にこのプロジェクトは中止となった。
将来のソ連の宇宙飛行計画に女性が含まれないと明らかになった1969年に彼女は宇宙飛行士プログラムを引退した。しかし、彼女は訓練センターに留まり、地球物理学の実験や研究に従事した。1979年から空軍予備役で勤め、引退する前の1991年には中佐まで昇進した。
2018年8月28日に死去した。